# Нук, Ян
Ян Нук (в.-луж. Jan Nuk, 13 июня 1947 года, деревня Кослов, около Баутцена, ГДР) — лужицкий общественный деятель. Председатель лужицкого культурно-общественного общества «Домовина» (2000—2001).

## Биография
Родился 13 июня 1947 года в лужицкой деревне Кацлау (Козлов) в окрестностях города Баутцен. Обучался лужицких средних школах в Ральбитце и Паншвиц-Кукау. Работал электриком на электростанции в Люббенау. С 1967 года работал инженером на предприятии « Feuerfestwerk Wetro» и с этого же времени входил в состав редакционной коллегии лужицкой газеты «Nowa Doba». С 1969 года был членом коллегии издательства «Domowina-Verlag». С 1989 года по 1990 год был членом политического движения «Лужицкое национальное собрание», которое выступало за реструктуризацию и демократизацию лужицкого общества.
В 2000 году был избран председателем лужицкой культурно-общественной организации «Домовина». Во время своего председательствования выступал против закрытия лужицкой школы в Кроствице, вёл переговоры о финансировании лужицкой общины и боролся за сохранение культурной лужицкой среды в Саксонии. В 2009 году на очередных выборах председателя «Домовины» отказался баллотироваться на этот пост, но в связи с отсутствием кандидатур согласился продлить свои полномочия до 2011 года с условием, что эта должность будет оплачиваемой. Занимал должность председателя «Домовины» до 26 марта 2011 года, когда его преемником стал Давид Статник.